# الرياض (وشحة)

تعديل مصدري - تعديل

الرياض هي إحدى قرى عزلة بني هني بمديرية وشحة التابعة لمحافظة حجة، بلغ تعداد سكانها 422 نسمة حسب تعداد اليمن لعام 2004.